# マリース
マリース（Maryse、1983年1月21日 - ）は、カナダの女子プロレスラー。ケベック州モントリオール出身のフランス系カナダ人。

## 来歴
WWEに所属する以前は、テレビや雑誌などの様々なメディアにおいてモデルとして活動していた。
2006年にディーヴァサーチを受け、7人の時点まで残るもののそこで敗退。その後WWEと契約を交わし、下部団体のOVWでトレーニングを積んだ。
2007年にFCWに移動。その間、WWEのハウス・ショーにおいて同じくフランス系カナダ人のレネ・デュプリーやシルヴァン・グラニエのマネージャーを担当したことがある。2007年1月頃からスマックダウンのタイタントロンにプロモが流されたが、番組には登場せず下部団体で活動を続けた。
2008年春頃からスマックダウンにヒールとして登場し、チェリーと抗争する。その後はディーヴァズ王座の初代王者ミシェル・マクールと抗争を開始。12月にミシェルから王座を奪取し、2代目ディーヴァズ王者となった。4月のドラフトでは王座を保持したままRAWへ移籍。移籍後はケリー・ケリーなどを挑戦者に防衛戦を続けたが、7月26日のナイト・オブ・チャンピオンズでミッキー・ジェームスに敗れ王座を失う。その試合の際に膝を負傷し欠場に入り、11月23日のRAWで復帰。感謝祭ということで、かつてエディ・ゲレロの兄ヘクター・ゲレロが演じていた七面鳥キャラクターのゴブリディ・グッカーに扮して登場した。試合終了後、インタビューを受けていたメリーナを襲撃、以降メリーナとの抗争を展開した。
2010年に入り、メリーナの負傷により空位となったディーヴァズ王座の王者決定トーナメントに出場。決勝まで勝ち進み、2月22日のRAWにてゲイル・キムを破りディーヴァズ王座への2度目の戴冠を果たすが、4月12日のRAWでイヴ・トーレスに敗れ王座を失った。王座陥落後、テッド・デビアスのマネージャーとなり、恋愛ストーリーが開始。10月、ミリオンダラー・ベルトが奪われたのをきっかけに、デビアスと共にゴールダストとNXTでゴールダストが指導しているアクサナと抗争を開始する。11月15日、"Old School edition" と銘打って行われたスペシャル版のRAWでゴールダストは正統な持ち主であるデビアス（ミリオンダラー・マン）に返還し、抗争は終了した。また、ヨシ・タツとの恋愛ストーリーも演じられた。
2011年10月28日、WWEから解雇となる。
2016年4月4日、WWE・RAWにて夫であるザ・ミズとザック・ライダーのWWE IC王座戦にて終盤に観客席から乱入。ザックの父親と言い争いをして頬を叩き、気を取られていたザックの隙を突いてミズがスカル・クラッシング・フィナーレを決めて勝利。ベルトの奪取に貢献した。
2018年6月27日、アメリカ国籍を取得してアメリカ人となった。

## 得意技
- フレンチキス

DDTと同型。髪の毛を振り上げながら仕掛ける。現在のフィニッシャー。
- フレンチTKO

ヒールキックと同型。
- キャメルクラッチ
- スピニングサイドスラムバックブリーカー

リング中央でキャメルクラッチを決めて相手をからかうような表情をみせたり、ロープ際の中央で髪の毛を振り上げ小悪魔的微笑（ウィンク）をするしぐさが見せ場となっている。

## 獲得タイトル

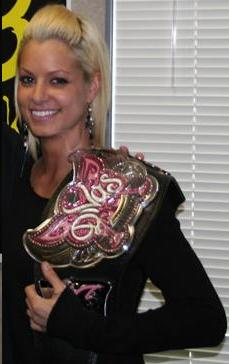
WWEディーヴァズ王座

- WWEディーヴァズ王座 : 2回

## 入場曲
- 初代 : Pourquoi?
- 2代目 : I Came to Play

## その他
- 2006年にPLAYBOY特別版のグラビアに登場する。
- 2007年にアシュリー、トーリー、ブルック（英語版）、レイラ、ケリー・ケリーらとティンバランドのミュージックビデオに出演。
- 2010年7月に初来日、8月に行われるサマースラムツアー2010のPRのため、日本出身のヨシ・タツと共に各メディアに登場した。
- 同年8月に再び来日、20日、21日のサマースラムツアー2010にWWEディーヴァとして出場。
- 2013年9月にザ・ミズとの婚約を発表。2014年2月に結婚。
- 2017年9月11日 第1子妊娠を発表。2018年3月27日に女児を出産した[3]。